# Matteo Cairoli
Pour les articles homonymes, voir Cairoli.
Matteo Cairoli, né le 1er juin 1996 à Côme en Italie, est un pilote automobile italien.

## Carrière
En 2018, Matteo Cairoli conserve son statut de pilote Porsche officiel. Dans la continuité de la saison précédente, il continue son engagement avec le Dempsey - Proton Competition pour le Championnat du monde d'endurance FIA 2018-2019 en plus de son engagement en European Le Mans Series.
En 2019, Matteo Cairoli, comme lors de la précédente saison, fait partie des pilotes Porsche officiels. Il s'engagea de nouveau en European Le Mans Series avec l'écurie allemande Dempsey - Proton Competition. Toujours au volant d'une Porsche 911 RSR, il avait comme copilotes Christian Ried et Riccardo Pera,. Comme lors des éditions précédentes, il participa aux 24 Heures du Mans au sein de l'écurie Dempsey - Proton Competition.

## Palmarès

### 24 heures du Mans
| Année | Écurie                | Copilotes                         | Voiture         | Classe   | Tours | Pos. | Class Pos. |
| ----- | --------------------- | --------------------------------- | --------------- | -------- | ----- | ---- | ---------- |
| 2017  | Dempsey-Proton Racing | Christian Ried Marvin Dienst (de) | Porsche 911 RSR | LMGTE Am | 329   | 34e  | 6e         |
| 2018  | Dempsey-Proton Racing | Giorgio Roda Khaled Al Qubaisi    | Porsche 911 RSR | LMGTE Am | 225   | Abd. | Abd.       |
| 2019  | Dempsey-Proton Racing | Giorgio Roda Satoshi Hoshino      | Porsche 911 RSR | LMGTE Am | 79    | Abd. | Abd.       |

### Championnat du monde d'endurance
| Année     | Écurie                | Châssis         | Moteur                    | Classe   | 1     | 2        | 3     | 4        | 5     | 6     | 7     | 8     | 9     | Position | Points |
| --------- | --------------------- | --------------- | ------------------------- | -------- | ----- | -------- | ----- | -------- | ----- | ----- | ----- | ----- | ----- | -------- | ------ |
| 2017      | Dempsey-Proton Racing | Porsche 911 RSR | Porsche 4,0 l Flat-6 Atmo | LMGTE Am | SIL 3 | SPA 2    | LMS 3 | NÜR 1    | MEX 1 | CDA 4 | FUJ 3 | SHA 3 | BHR 4 | 2e       | 168    |
| 2018-2019 | Dempsey-Proton Racing | Porsche 911 RSR | Porsche 4,0 l Flat-6 Atmo | LMGTE Am | SPA 6 | LMS Abd. | SIL 8 | FUJ Dsq. | SHA 3 | SEB 7 | SPA   | LMS   |       | 12e*     | 23*    |

N.B. * Saison en cours. Les courses en " gras  'indiquent une pole position, les courses en "italique" indiquent le meilleur tour de course.

### European Le Mans Series
| Année | Écurie                       | Châssis         | Moteur                    | Classe | 1     | 2     | 3     | 4     | 5     | 6     | Position | Points |
| ----- | ---------------------------- | --------------- | ------------------------- | ------ | ----- | ----- | ----- | ----- | ----- | ----- | -------- | ------ |
| 2016  | Proton Competition           | Porsche 911 RSR | Porsche 4,0 l Flat-6 Atmo | LMGTE  | SIL   | IMO   | RBR 5 | LEC   | SPA 2 | POR   | 11e      | 29     |
| 2017  | Proton Competition           | Porsche 911 RSR | Porsche 4,0 l Flat-6 Atmo | LMGTE  | SIL 2 | MON 5 | RBR 5 | LEC 6 | SPA 6 | POR 1 | 3e       | 80     |
| 2018  | Proton Competition           | Porsche 911 RSR | Porsche 4,0 l Flat-6 Atmo | LMGTE  | LEC 2 | MON   | RBR 1 | SIL 2 | SPA 3 | POR 3 | 3e       | 85.5   |
| 2019  | Dempsey - Proton Competition | Porsche 911 RSR | Porsche 4,0 l Flat-6 Atmo | LMGTE  | LEC 3 | MON   | BAR   | SIL   | SPA   | POR   | 3e*      | 16*    |

N.B. * Saison en cours. Les courses en " gras  'indiquent une pole position, les courses en "italique" indiquent le meilleur tour de course.